# Osiedle Strzelecka

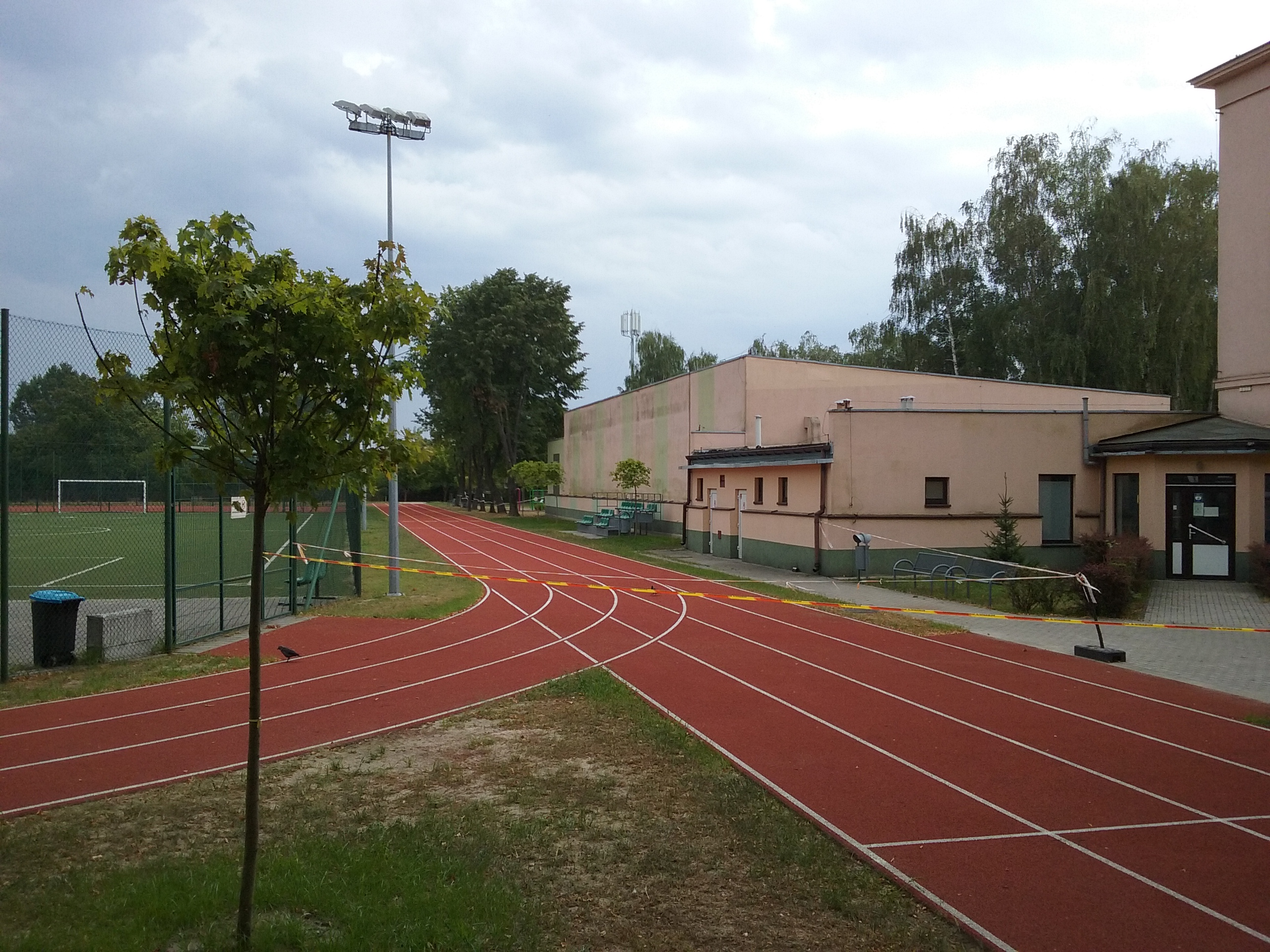
Wybudowany w latach siedemdziesiatych XX w. pierwszy w Tomaszowie basen. Przy SP12 przy ulicy Wiejskiej

Osiedle Strzelecka – osiedle mieszkaniowe w Tomaszowie Mazowieckim utworzone przy ulicy Strzeleckiej.

## Charakterystyka

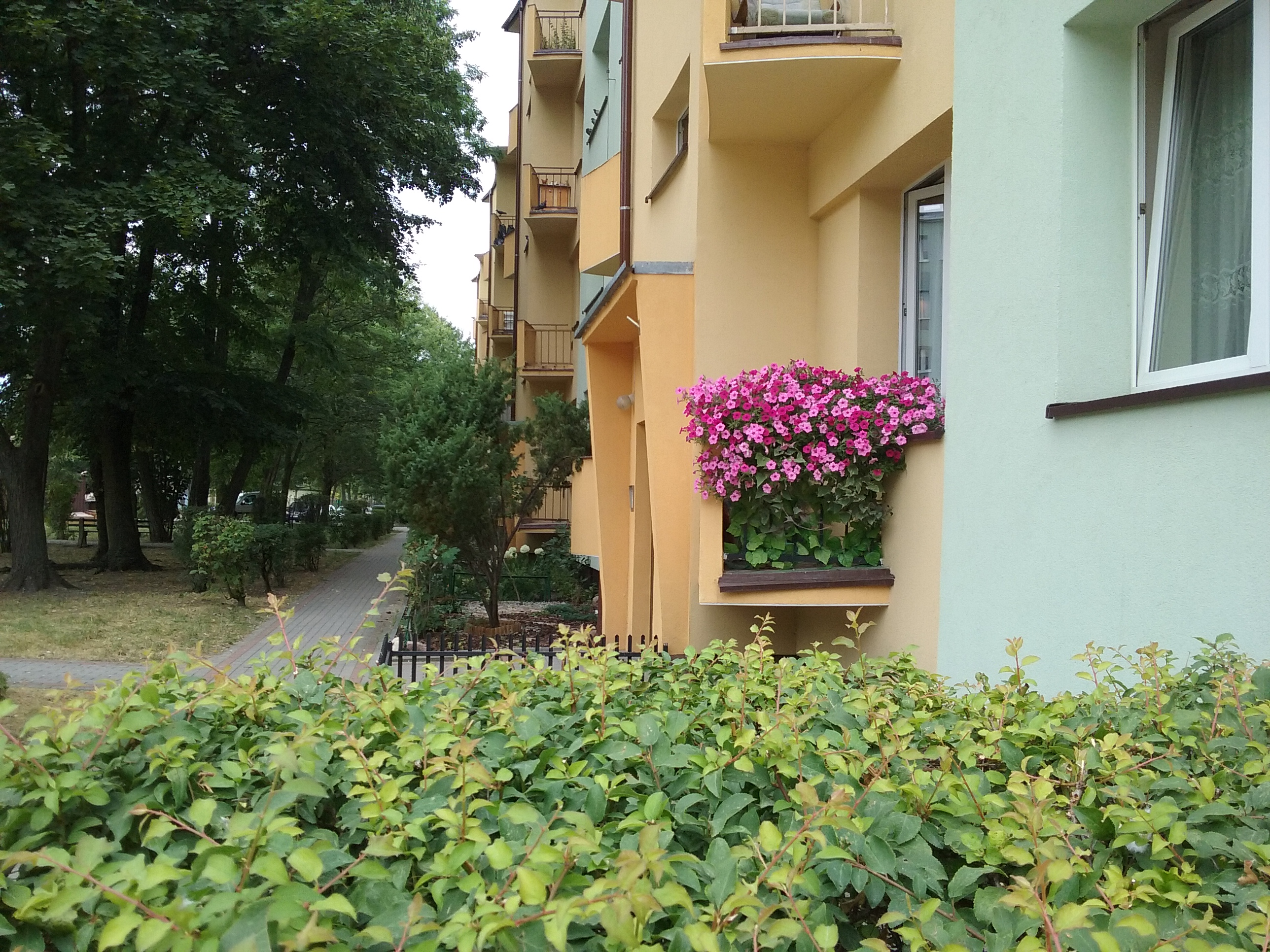
Jeden z bloków przy ulicy Wiejskiej

Obejmuje ulice takie jak: ul. dra M. Biernackiego, ul. Chemików, ul. Techniczna, znaczny fragment ul. Akacjowej i Wiejskiej, przy której znajduje się Szkoła Podstawowa nr 12 im. Jana Pawła II, z salą gimnastyczną i basenem.
Na południe od osiedla leży Osiedle Wyzwolenia II. Na zachód leży Osiedle Wyzwolenia I. Na północ leży Osiedle 1000-lecia. Przy wschodniej części osiedla przylega część miasta zwana Bocian.